# Генокопия
Генокопии (лат. genocopia) — сходные фенотипы, сформировавшиеся под влиянием разных неаллельных генов. То есть это одинаковые изменения фенотипа, обусловленные аллелями разных генов, а также имеющие место в результате различных генных взаимодействий или нарушений различных этапов одного биохимического процесса с прекращением синтеза. Проявляется как эффект определенных мутаций, копирующих действие генов или их взаимодействие.
Например, фенилкетонурия возникает при дефиците не только фенилаланингидроксоксилазы, но и при дефиците дегидроптеридинредуктазы и, возможно, дегидрофолатредуктазы.